# Martín Bustos Moyano
Pour les articles homonymes, voir Bustos et Moyano.

a Compétitions nationales et continentales officielles uniquement.

b Matchs officiels uniquement.
Dernière mise à jour le 27 mai 2019.
Martín Bustos Moyano, né le 12 juillet 1985 à Córdoba, est un joueur de rugby à XV argentin évoluant au poste d'ailier ou d'arrière.

## Carrière
Martín Bustos Moyano signe au mois de juillet 2010 un contrat d'une année (+ une en option) avec le Montpellier Hérault rugby,.
Il joue son premier match de Top 14 le 28 août 2010 contre Perpignan au stade Aimé-Giral (victoire de Montpellier 16 à 6). Lors de cette rencontre, il est titulaire à l'aile et buteur de l'équipe (2 pénalités et 1 transformation).
Lors du match suivant, pour la réception du Stade toulousain (champion d'Europe en titre) au stade Yves-du-Manoir, il est titularisé à l'aile et inscrit les 22 points de son équipe (5 pénalités, 1 essai, 1 transformation), assurant au MHR la victoire (22 à 21) et la place de co-leader du Top 14 après 4 journées. 
Le 28 mai 2011, Martin Bustos Moyano ne tremble pas au moment de passer la pénalité de la gagne face au Racing Metro 92 et permet à Montpellier d'accéder à la première finale de son histoire en première division. Grâce à cette pénalité de 39 mètres, excentrée sur la gauche, Montpellier l'emporte 26 à 25 au terme d'un match historique.
En 2013, il rejoint l'Aviron bayonnais et il devient rapidement un joueur incontournable de l'équipe basque , avec qui il dispute trois saisons de Top 14 et autant de Pro D2.
Le 26 mai 2019, il passe la pénalité de la gagne à la dernière seconde de la finale de Pro D2 face au CA Brive, des 22 mètres, légèrement excentré sur la droite. Elle permet à Bayonne de remporter le titre et d'obtenir sa promotion en Top 14 . Une semaine plus tôt, il avait déjà réalisé une entrée en jeu remarquée en demi-finale, alors qu'il ne devait initialement pas jouer.

### En club
- 1999-2009 : Cordoba Athletic Club
- 2009-2010 : Pampas XV
- 2010-2013 : Montpellier Hérault rugby
- 2013-2019 : Aviron bayonnais

### En équipe nationale
- 1 sélection avec l'Argentine (le 8 novembre 2008 contre le Chili).

Au mois de mai 2010, il est sélectionné dans le groupe des 40 joueurs appelés à défendre les couleurs de l'Argentine pour les deux tests matchs estivaux mais ne joue pas les rencontres. En revanche, il participe au match de l'équipe A perdu contre la France et marque un des deux essais argentins.
- 12 sélections avec l'équipe argentine de rugby à 7.

## Palmarès

### En club
- Finaliste du Top 14 en 2011 avec le Montpellier Hérault rugby.
- Vainqueur de la finale de Pro D2 en 2016 avec l'Aviron bayonnais.
- Champion de France de Pro D2 en 2019 avec l'Aviron bayonnais.